# Campeonato Europeu de Corrida de Montanha de 2009
O 15º Campeonato Europeu de Corrida de Montanha de 2009 foi organizada pela Associação Europeia de Atletismo na cidade de Telfes na Áustria no dia 12 de julho de 2009. Contou com a presença de 240 atletas em quatro categorias, tendo como destaque a Turquia com sete medalhas, sendo quatro de ouro.

## Resultados
Esses foram os resultados da competição.

### Sênior masculino
Individual 
| Posição           | Atleta           | País     | Tempo   |
| ----------------- | ---------------- | -------- | ------- |
| Medalha de ouro   | Ahmet Arslan     | Turquia  | 58.26   |
| Medalha de prata  | Marco De Gasperi | Itália   | 59.09   |
| Medalha de bronze | Sebastien Epiney | Suíça    | 59.19   |
| 4                 | Timo Zeiler      | Alemanha | 59.31   |
| 5                 | Raymond Fontaine | França   | 59.37   |
| 6                 | Martin Dematteis | Itália   | 1:00.04 |
| 7                 | Said Jandari     | França   | 1:00.29 |
| 8                 | Emmanuel Meyssat | França   | 1:00.58 |
| 9                 | Riccardo Sterni  | Itália   | 1:01.05 |
| 10                | Javier Crespo    | Espanha  | 1:01.09 |

Equipe 
| Posição           | Equipe  | Pontos |
| ----------------- | ------- | ------ |
| Medalha de ouro   | Itália  | 17     |
| Medalha de prata  | França  | 20     |
| Medalha de bronze | Turquia | 32     |

### Sênior feminino
Individual 
| Posição           | Atleta               | País        | Tempo |
| ----------------- | -------------------- | ----------- | ----- |
| Medalha de ouro   | Martina Strähl       | Suíça       | 54.39 |
| Medalha de prata  | Valentina Belotti    | Itália      | 55.28 |
| Medalha de bronze | Andrea Mayr          | Áustria     | 56.55 |
| 4                 | Renate Rungger       | Itália      | 57.17 |
| 5                 | Natalia Leontyeva    | Rússia      | 57.29 |
| 6                 | Bernadette Meier     | Suíça       | 57.36 |
| 7                 | Janna Vokueva        | Rússia      | 58.01 |
| 8                 | Kate Goodhead        | Reino Unido | 58.34 |
| 9                 | Katie Ingram         | Reino Unido | 58.37 |
| 10                | Maria Grazie Roberti | Itália      | 58.40 |

Equipe 
| Posição           | Equipe      | Pontos |
| ----------------- | ----------- | ------ |
| Medalha de ouro   | Itália      | 16     |
| Medalha de prata  | Suíça       | 19     |
| Medalha de bronze | Reino Unido | 34     |

### Júnior masculino
Individual 
| Posição           | Atleta            | País        | Tempo |
| ----------------- | ----------------- | ----------- | ----- |
| Medalha de ouro   | Yusuf Alici       | Turquia     | 50.29 |
| Medalha de prata  | Xavier Chevrier   | Itália      | 50.44 |
| Medalha de bronze | Candide Pralong   | Suíça       | 51.39 |
| 4                 | Jakub Bajza       | Chéquia     | 52.58 |
| 5                 | Scott McDonald    | Reino Unido | 53.06 |
| 6                 | Didrik Toenseth   | Noruega     | 53.13 |
| 7                 | Michael Gras      | França      | 53.28 |
| 8                 | Luca Cagnati      | Itália      | 53.37 |
| 9                 | Jörgen Bye Brevik | Noruega     | 53.51 |
| 10                | Kelemu Crippa     | Itália      | 53.54 |

Equipe 
| Posição           | Equipe      | Pontos |
| ----------------- | ----------- | ------ |
| Medalha de ouro   | Itália      | 20     |
| Medalha de prata  | Noruega     | 26     |
| Medalha de bronze | Reino Unido | 32     |

### Júnior feminino
Individual 
| Posição           | Atleta                | País        | Tempo |
| ----------------- | --------------------- | ----------- | ----- |
| Medalha de ouro   | Dereya Altinats       | Turquia     | 21.50 |
| Medalha de prata  | Elif Karabulut        | Turquia     | 22.00 |
| Medalha de bronze | Yasemin Can           | Turquia     | 22.46 |
| 4                 | Andrea Loredana Ologu | Roménia     | 22.54 |
| 5                 | Tatiana Propokova     | Rússia      | 23.31 |
| 6                 | Gina Paletta          | Reino Unido | 23.45 |
| 7                 | Ludmilla Horka        | Chéquia     | 23.46 |
| 8                 | Raluca Morjan         | Roménia     | 23.46 |
| 9                 | Victoria Graves       | Reino Unido | 23.48 |
| 10                | Kaja Obidic           | Eslovênia   | 23.50 |

Equipe 
| Posição           | Equipe      | Pontos |
| ----------------- | ----------- | ------ |
| Medalha de ouro   | Turquia     | 3      |
| Medalha de prata  | Roménia     | 12     |
| Medalha de bronze | Reino Unido | 15     |

## Quadro de medalhas
| Ordem | País        | Medalha de ouro | Medalha de prata | Medalha de bronze | Total |
| ----- | ----------- | --------------- | ---------------- | ----------------- | ----- |
| 1     | Turquia     | 4               | 1                | 2                 | 7     |
| 2     | Itália      | 3               | 3                | 0                 | 6     |
| 3     | Suíça       | 1               | 1                | 2                 | 4     |
| 4     | França      | 0               | 1                | 0                 | 1     |
| 4     | Noruega     | 0               | 1                | 0                 | 1     |
| 4     | Roménia     | 0               | 1                | 0                 | 1     |
| 7     | Reino Unido | 0               | 0                | 3                 | 3     |
| 8     | Áustria     | 0               | 0                | 1                 | 1     |